# Позиционирование нуклеосом
Позициони́рование нуклеосо́м — определение положения нуклеосом на последовательности ДНК эукариот.
Участки ДНК могут либо входить в нуклеосомные комплексы, либо быть в составе линкерной, межнуклеосомной ДНК. Эта характеристика ДНК определяет её доступность для взаимодействия с белками.

## Начало развития метода
Разработка методов по позиционированию нуклеосом берет своё начало в 1973 году, тогда было показано свойство ядерного хроматина под действием эндогенных нуклеаз расщепляться на серию отдельных фрагментов ДНК приблизительно равной длины. Первоначально в экспериментах в качестве нуклеазы использовалась дезоксирибонуклеаза I, впоследствии широкое распространение получила микрококковая нуклеаза.

## Позиционирование нуклеосом при использовании микрококковой нуклеазы

### Классический подход
Экспериментальный метод определения участков ДНК, входящих в состав нуклеосом, основан на применении микрококковой нуклеазы (метод MNase-seq). Клетки замораживают и измельчают, дают оттаять. После оттаивания содержащий хроматин гомогенат обрабатывают микроккоковой нуклеазой. Нуклеаза расщепляет линкерные, не защищённые нуклеосомами участки ДНК. При помощи протеаз и РНКаз раствор очищают от белков и РНК. ДНК экстрагируется из раствора. Применяется как колоночная хроматография, так варианты жидкостной экстракции — фенол-хлороформная экстракция.
ДНК осаждается этанолом. Не все линкерные участки могли расщепиться нуклеазой. На этой стадии ДНК-продукт состоит из смеси ДНК фрагментов, соответствующих участкам, с различным покрытием нуклеосомами. Фрагменты ДНК разделяются по размеру электрофорезом на агарозном геле. ДНК экстрагируется из полоски геля, содержащей мононуклеосомный продукт. Полученные фрагменты ДНК приготавливают к секвенированию. Распространено применение высокоэффективной технологии SOLiD. В результате секвенирования получают библиотеку ДНК-фрагментов. Фрагменты картируются на геном. По величине покрытия различных участков генома судят о расположении нуклеосом по последовательности ДНК.
Использование именно микроккоковой нуклеазы обусловлено тем, что она обладает как эндонуклеазной, так и экзонуклеазной активностями. Нуклеаза разрезает ДНК и последовательно отщепляет нуклеотиды со свободных концов. Недостатком микроккоковой нуклеазы является предпочтение ею, как эндонуклеазы, сайтов, составленных из чередующихся нуклеотидов dA и dT, следующими за dC или dG. В то же время она плохо распознаёт сайты из только повторяющихся dA или dT (4—6). Как экзонуклеаза микрококковая нуклеаза медленнее отщепляет нуклеотиды dC и dG. Работа фермента сильно тормозится на участках ДНК, взаимодействующих с белками. При большом времени выдержки нуклеаза начинает щепить и нуклеосомную ДНК, преимущественно в местах близости к поверхности нуклеосомы. Работа фермента в эксперименте останавливается добавлением раствора ЭДТА.
Метод MNase-seq может дополняться ультразвуковым разрушением и/или иммунопреципитацией гистона H3 (ChIP-seq), а также использованием таких ферментов, как ДНКаза (DNase-seq), транспозаза (ATAC-seq) и CpG-метилтрансфераза (NOME-seq). Может использоваться непосредственное химическое разрушение ДНК между нуклеосомами, например, при помощи гидроксильного радикала или малых ароматических молекул вроде метидиумпропил-ЭДТА, который внедряется в двойную спираль ДНК преимущественно в участках между нуклеосомами и разрушает её в присутствии катионов Fe2+ (метод MRE-seq).

### Позиционирование нуклеосомin vitro
При изучении различных факторов, влияющих на распределение нуклеосом по ДНК, обычно стараются выделить компоненту влияния собственно последовательности нуклеотидов. Для этого комплекс ДНК с белками гистонами собирается in vitro из предварительно очищенной от белков ДНК и гистоновых октамеров. Количества ДНК и гистонов берутся в определённом соотношении, приблизительно один гистоновый октамер на 850 пар оснований. Далее производятся те же манипуляции, что и в обычном методе с использованием микроккоковой нуклеазы.

## Предсказание сайтов связывания нуклеосом
В настоящее время развиваются методы позиционирования нуклеосом методами биоинформатики. Основа методов — экспериментально выявленные закономерности распределения нуклеосом в различных областях генома, и зависимости этих распределений от последовательности нуклеотидов ДНК. Данные по результатам экспериментального картирования нуклеосом собраны в базе данных NPRD (англ. Nucleosome Positioning Region Database).